# Psiloderces vallicola
Psiloderces vallicola is een spinnensoort uit de familie Psilodercidae. De soort komt voor in Sumatra.